# Triangle Razorbacks 2019
Questa voce raccoglie le informazioni riguardanti i Triangle Razorbacks nelle competizioni ufficiali della stagione 2019.

## Prima squadra

### Roster
| Roster dei Triangle Razorbacks (2019) |
| --- |
| Quarterback Running Back - 32 Geoffrey Lewis - Allan Verner Hansen - Johan Bang Andersen Wide Receiver - 81 Mads Sjørslev Christensen WR/CB Tight End - 84 Mark Meter Offensive Linemen - 54 Kasper Grosbøll Arknæs OG - 63 Mikkel Hansen C - 68 Nicholas Møller-Hansen OT - Bjørn Kock OT - Jack Eldrup Pedersen OT - Jesper Struve Andersen OL/DL Defensive Linemen - 8 Thomas Skovmose Thomsen - 42 Kristian Holst DL/LB - 57 Henning Bøge Hvidtfeldt DE - 90 Peter Møller DL/OL - Anders Holm Jørgensen DE/TE - Ibrahim Ov - Hjalte Emil Bæk Hessellund DT Linebacker - 24 Johannes Thomsen Christensen LB/DE - 34 Jonas Hellmann Petterson LB/DL - 92 Steffen Denker OLB/DE - Mathias Reimer LB/LS Defensive Back - 2 Jesper Johnsen DB/WR - 27 Simon Knudsen CB - Allan Andersen Special Team |

### Nationalligaen 2019

#### Stagione regolare
| Vejle 7 aprile 2019, ore 16:00 | Triangle Razorbacks | 46 – 42 (20-6 13-14 6-22 7-0) referto | AaB 89ers | Vejle Atletikstadion |

| Frederikssund 28 aprile 2019, ore 14:00 | Frederikssund Oaks | 0 – 50 (a tavolino) referto | Triangle Razorbacks | Ådalens Skole |

| Odense 12 maggio 2019, ore 14:00 | Odense Badgers | 0 – 58 referto | Triangle Razorbacks | Bolbroparken |

| Vejle 30 maggio 2019, ore 15:30 | Triangle Razorbacks | 28 – 40 referto | Søllerød Gold Diggers | Vejle Atletikstadion |

| Vejle 16 giugno 2019, ore 14:00 | Triangle Razorbacks | 16 – 6 referto | Aarhus Tigers | Vejle Atletikstadion |

| Gentofte 23 giugno 2019, ore 14:00 | Copenhagen Towers | 56 – 36 referto | Triangle Razorbacks | Gentofte Sportspark |

| Viby J 17 agosto 2019, ore 14:00 | Aarhus Tigers | 26 – 41 referto | Triangle Razorbacks | Bøgeskov Idrætsanlæg |

| Aalborg 24 agosto 2019, ore 14:00 | AaB 89ers | 62 – 58 referto | Triangle Razorbacks | AaB's anlæg |

| Vejle 31 agosto 2019, ore 14:00 | Triangle Razorbacks | 14 – 28 referto | Copenhagen Towers | Vejle Atletikstadion |

| Vejle 8 settembre 2019, ore 14:00 | Triangle Razorbacks | 50 – 0 (a tavolino) referto | Frederikssund Oaks | Vejle Atletikstadion |

#### Playoff
| Nærum 22 settembre 2019, ore 14:00 | Søllerød Gold Diggers | 16 – 20 referto | Triangle Razorbacks | Rundforbi Stadion |

| Gladsaxe 5 ottobre 2019, ore 16:00 | Copenhagen Towers | 14 – 20 referto | Triangle Razorbacks | Gladsaxe Stadium |

### European Club Team Competition 2019

#### Stagione regolare
| Vienna 14 aprile 2019, ore 15:00 | Vienna Vikings | 60 – 0 (33-0 14-0 7-0 6-0) referto | Triangle Razorbacks | Hohe Warte Stadion (1239 spett.) |

| Vejle 18 maggio 2019 | Triangle Razorbacks | 38 – 54 | Badalona Dracs |  |

### Statistiche di squadra
| Competizione           | %Vittorie | In casa | In casa | In casa | In casa | In casa | In casa | In trasferta | In trasferta | In trasferta | In trasferta | In trasferta | In trasferta | Totale | Totale | Totale | Totale | Totale | Totale |
| Competizione           | %Vittorie | G       | V       | N       | P       | Pf      | Ps      | G            | V            | N            | P            | Pf           | Ps           | G      | V      | N      | P      | Pf     | Ps     |
| ---------------------- | --------- | ------- | ------- | ------- | ------- | ------- | ------- | ------------ | ------------ | ------------ | ------------ | ------------ | ------------ | ------ | ------ | ------ | ------ | ------ | ------ |
| NL Stagione regolare   | .600      | 5       | 3       | 0       | 2       | 154     | 116     | 5            | 3            | 0            | 2            | 243          | 144          | 10     | 6      | 0      | 4      | 397    | 260    |
| NL Playoff             | 1.000     | 0       | 0       | 0       | 0       | 0       | 0       | 2            | 2            | 0            | 0            | 40           | 30           | 2      | 2      | 0      | 0      | 40     | 30     |
| ECTC Stagione regolare | .000      | 1       | 0       | 0       | 1       | 38      | 54      | 1            | 0            | 0            | 1            | 0            | 60           | 2      | 0      | 0      | 2      | 38     | 114    |
| Totale                 | .571      | 6       | 3       | 0       | 3       | 192     | 170     | 8            | 5            | 0            | 3            | 283          | 234          | 14     | 8      | 0      | 6      | 475    | 404    |

## Seconda squadra

### Danmarksserien 2019

#### Prima fase
| Vejle 6 aprile 2019, ore 14:00 | Triangle Razorbacks II | 30 – 18 referto | Horsens Stallions | Vejle Atletikstadion |

| Vejle 18 aprile 2019, ore 14:00 | Triangle Razorbacks II | 0 – 52 referto | Herning Hawks | Vejle Atletikstadion |

| Kolding 4 maggio 2019, ore 16:00 | Middelfart Stingers /Kolding Guardians | 50 – 0 (a tavolino) referto | Triangle Razorbacks II | Bakkeskolen |

| Vejle 10 maggio 2019, ore 14:00 | Triangle Razorbacks II | 0 – 36 referto | Aarhus Tigers II | Vejle Atletikstadion |

| Randers 26 maggio 2019, ore 14:00 | Randers Rednex | 42 – 6 referto | Triangle Razorbacks II | Thunder Field |

| Svendborg 10 giugno 2019, ore 10:00 | Svendborg Admirals | 42 – 14 referto | Triangle Razorbacks II | Admirals Field |

| Vejle 22 giugno 2019, ore 10:00 | Triangle Razorbacks II | 34 – 14 referto | Holstebro Dragons/ AaB 89ers II | Vejle Atletikstadion |

#### Seconda fase
| Kolding 10 agosto 2019, ore 14:00 | Middelfart Stingers /Kolding Guardians | – - (annullata) referto | Triangle Razorbacks II | Bakkeskolen |

| Vejle 25 agosto 2019, ore 14:00 | Triangle Razorbacks II | 26 – 20 referto | Holstebro Dragons | Vejle Atletikstadion |

| Vejle 7 settembre 2019, ore 10:00 | Triangle Razorbacks II | 20 – 28 referto | Svendborg Admirals | Vejle Atletikstadion |

| Aalborg 22 settembre 2019, ore 14:00 | AaB 89ers II | 50 – 0 (a tavolino) referto | Triangle Razorbacks II | AaB's anlæg |

### Statistiche di squadra
| Competizione | %Vittorie | In casa | In casa | In casa | In casa | In casa | In casa | In trasferta | In trasferta | In trasferta | In trasferta | In trasferta | In trasferta | Totale | Totale | Totale | Totale | Totale | Totale |
| Competizione | %Vittorie | G       | V       | N       | P       | Pf      | Ps      | G            | V            | N            | P            | Pf           | Ps           | G      | V      | N      | P      | Pf     | Ps     |
| ------------ | --------- | ------- | ------- | ------- | ------- | ------- | ------- | ------------ | ------------ | ------------ | ------------ | ------------ | ------------ | ------ | ------ | ------ | ------ | ------ | ------ |
| Prima fase   | .286      | 4       | 2       | 0       | 2       | 64      | 120     | 3            | 0            | 0            | 3            | 20           | 134          | 7      | 2      | 0      | 5      | 84     | 254    |
| Seconda fase | 1.000     | 2       | 1       | 0       | 1       | 46      | 48      | 1            | 0            | 0            | 1            | 0            | 50           | 3      | 1      | 0      | 2      | 46     | 98     |
| Totale       | .300      | 6       | 3       | 0       | 3       | 110     | 168     | 4            | 0            | 0            | 4            | 20           | 184          | 10     | 3      | 0      | 7      | 130    | 352    |